# Tajemniczy Pan Duvallier
Tajemniczy Pan Duvallier (fra. L'Étrange Monsieur Duvallier) – francuski serial z 1979 roku.
Polska premiera serialu odbyła się 24 stycznia 1989 roku.

## Obsada
- Louis Velle – Duvallier/Raner
- Sabine Azéma – Laurence
- Guy Grosso – Pibarot